# Бевераре (Ровиго)
Бевераре је насеље у Италији у округу Ровиго, региону Венето.
Према процени из 2011. у насељу је живело 513 становника. Насеље се налази на надморској висини од 5 м.